# Chrysler Cordoba
Der Chrysler Cordoba war ein von 1975 bis 1983 in zwei Generationen produziertes, in der oberen Mittelklasse angesiedeltes Coupé des US-amerikanischen Automobilherstellers Chrysler. Der Cordoba war das erste Auto der Marke Chrysler, das kein Full-Size-Modell war. Die zum Chrysler-Konzern gehörende Dodge Division bot geringfügig abgewandelte Versionen des Cordoba unter den Bezeichnungen Charger SE (1975–1979) bzw. Mirada (1980–1983) an.

## Cordoba (B-Body)
Der Cordoba war Chryslers erstes Modell in der Klasse der Personal Luxury Cars. Das Auto zielte auf Konkurrenten wie den Chevrolet Monte Carlo und den Ford Elite, die seit 1969 bzw. 1974 in zumeist sechsstelligen Stückzahlen jährlich produziert wurden.
Die erste Generation des Chrysler Cordoba basierte auf der konzerneigenen B-Plattform. Sie war eng mit den Mittelklassemodellen Dodge Coronet (ab 1977 als Dodge Monaco bezeichnet) und dem Plymouth Satellite (später: Plymouth Fury) verwandt. Das Design des Cordoba hingegen war eigenständig. Es wurde in der amerikanischen Presse als „sehr gute Kreuzung aus einem Chevrolet Monte Carlo und einem Jaguar XJ6“ wahrgenommen. Insbesondere die runden Leuchteneinheiten an der Frontpartie der ersten Ausführung (1974 bis 1977) stellte Assoziationen zum Jaguar her. Für das Modelljahr 1978 erfuhr der Cordoba ein Facelift und erhielt die damals vielfach verwendeten Rechteck-Doppelscheinwerfer, die übereinander angeordnet waren. Dadurch sah er in der Frontansicht dem Chevrolet Monte Carlo der Modelljahre 1976/77 sehr ähnlich.
Angetrieben wurde der Cordoba ausschließlich von großvolumigen V8-Motoren mit Hubräumen von 5,2 bis 6,6 Litern. Ab 1977 waren alle Triebwerke zwecks Senkung des Benzinverbrauchs mit Chryslers Lean Burn System ausgestattet. Als Kraftübertragung diente jeweils Chryslers TorqueFlite-Dreigangautomatik.
Der Cordoba zählte zu den wenigen Verkaufserfolgen, die Chrysler in den späten siebziger Jahren aufweisen konnte. In den ersten Jahren machte der Cordoba mehr als die Hälfte der gesamten Produktion an Chrysler-Modellen aus. Vom Cordoba der ersten Generation fertigte Chrysler insgesamt knapp 700.000 Exemplare.
Eine besondere Version des Cordoba war der Chrysler 300, der nur 1979, im letzten Modelljahr der ersten Generation, angeboten wurde. Es handelte sich um eine sportliche Ausführung des Cordoba.
Die zum Chrysler-Konzern gehörende Dodge Division bot von 1975 bis 1978 eine kaum veränderte Version des Autos unter dem Namen Dodge Charger SE an, die weniger erfolgreich war als der Cordoba.

## Cordoba (J-Body, 1979–1983)
Der im Herbst 1979 erschienene neue Cordoba basierte auf der Plattform des Chrysler LeBaron und fiel 15 cm kürzer und über 300 kg leichter aus als sein Vorgänger. Mit dem Dodge Mirada gab es wieder ein Schwestermodell. Serienmäßig war jetzt der Chrysler-Reihensechszylinder, bekannt unter der Bezeichnung Slant Six, der zwar äußerst zuverlässig, aber für die großen Coupés eindeutig zu schwach war. Gegen Aufpreis gab es den bekannten 5,2-l-V8 und (nur für das Modelljahr 1980) den 5,9-l-V8.
Angeboten wurde der Cordoba in den Modelljahren 1980 bis 1983 als Basismodell, 1980 bis 1982 zusätzlich als sportlicheres, spartanischer ausgestattetes LS-Modell und nur 1980 in der Luxusvariante Cordoba Crown, die es auch als Corinthian Edition mit Sonderlackierung und einer besonders üppigen Innenausstattung gab.
Die Modelle ab 1980 hatten eine aerodynamisch anmutende Frontpartie (fast identisch mit der des Mirada) mit dem Chrysler-typischen Crosshair-Kühlergrill. Weitere Merkmale waren der Wegfall des Vinyl-Dachs und eine einfarbige Außenlackierung.
Das Design der zweiten Cordoba-Generation fand allerdings weniger Freunde, zudem wirkte sich die zweite Ölkrise im Jahr 1979 nachteilig auf die gesamte Fahrzeuggattung aus, die Absatzzahlen gingen zurück. Während die Verkäufe der Konkurrenzmodelle sich aber wieder erholten, blieb der Absatz des Cordoba auf niedrigem Niveau. Nachdem Chrysler begann, sich auf neue, kleinere Modelle mit Frontantrieb zu konzentrieren, wurde die Fertigung des Cordoba 1983 ersatzlos eingestellt.

Vom Cordoba der zweiten Generation setzte Chrysler insgesamt 95.000 Stück ab.

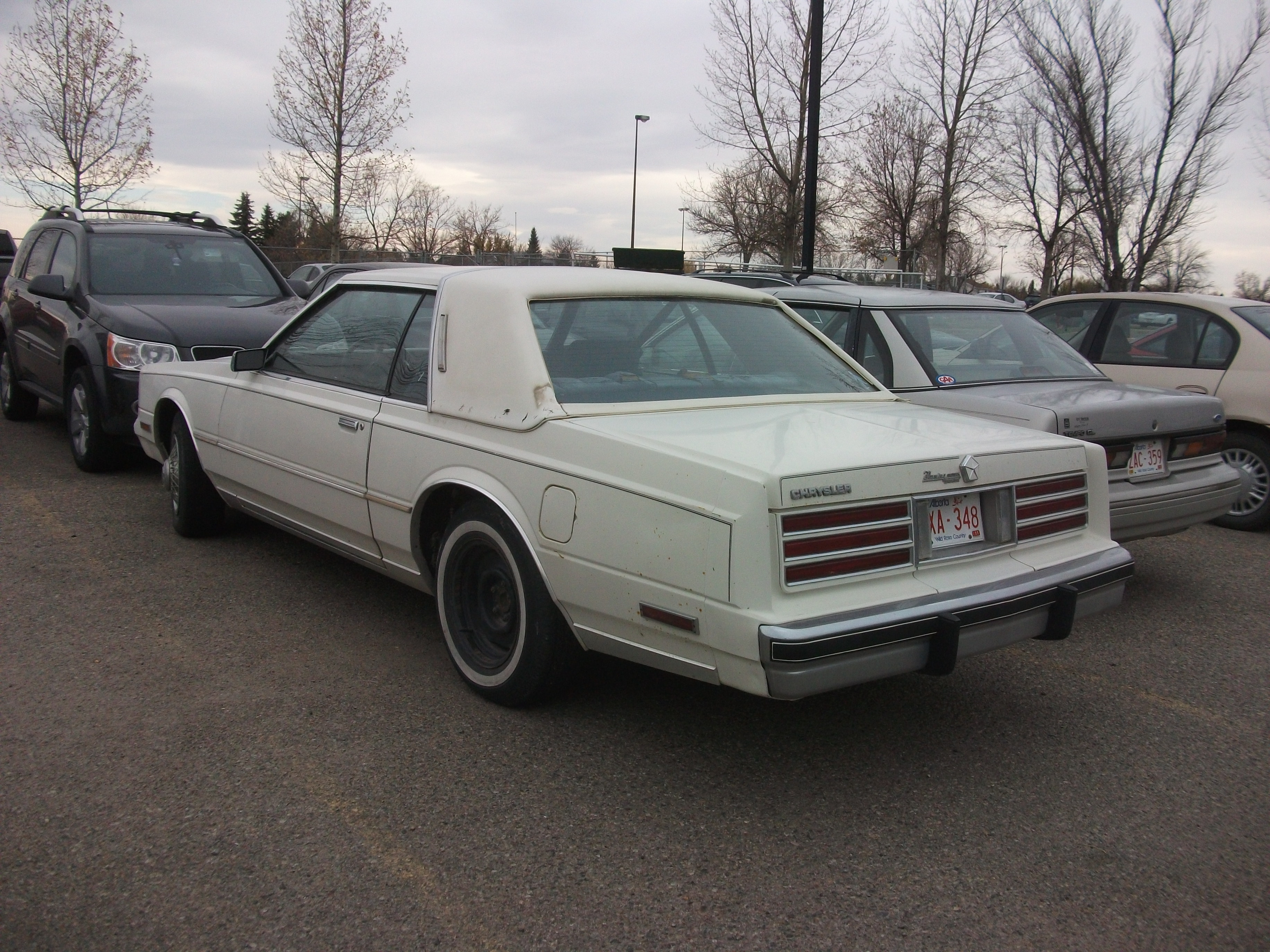
Heckansicht
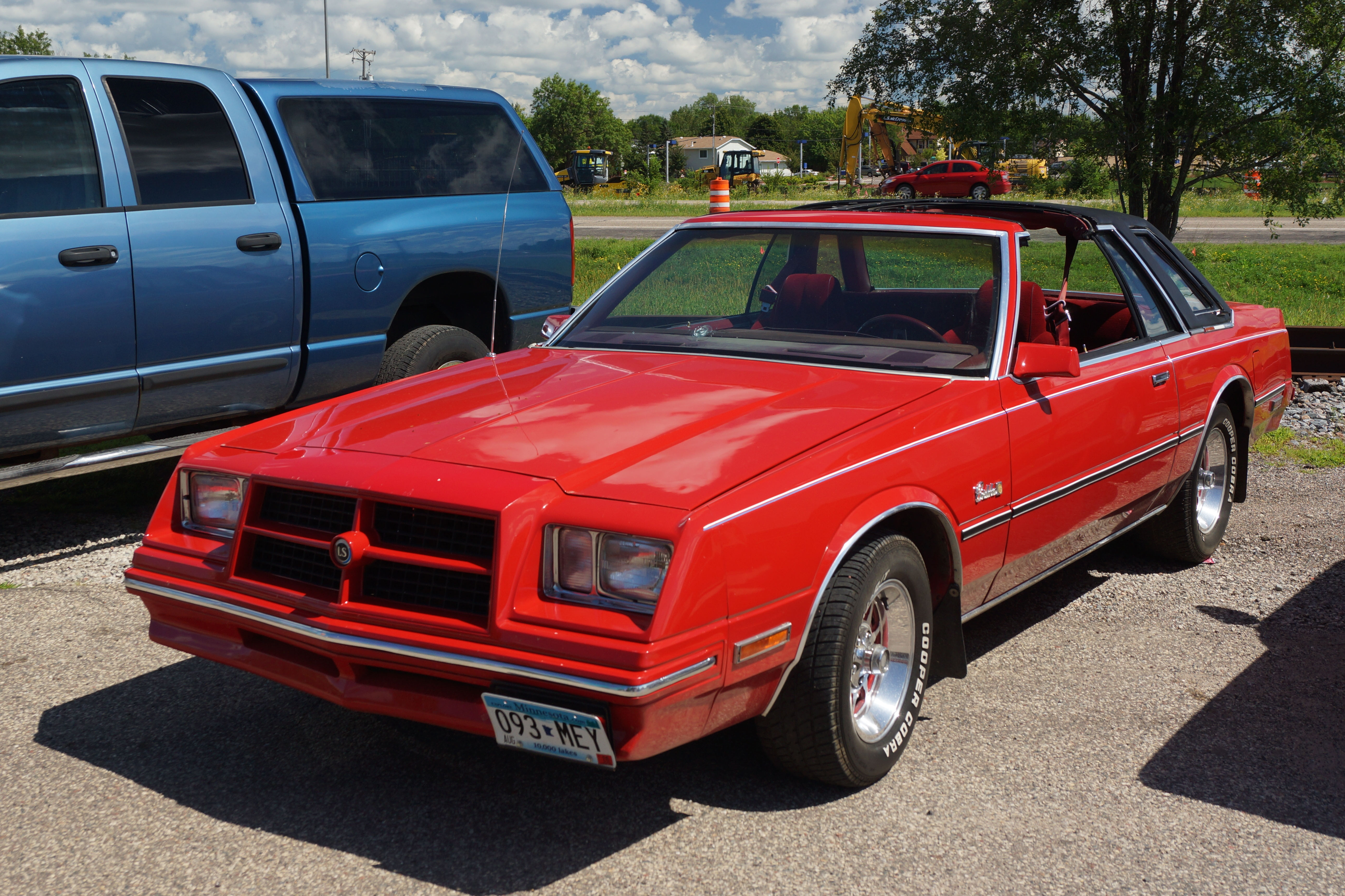
Chrysler Cordoba (1980–1983)
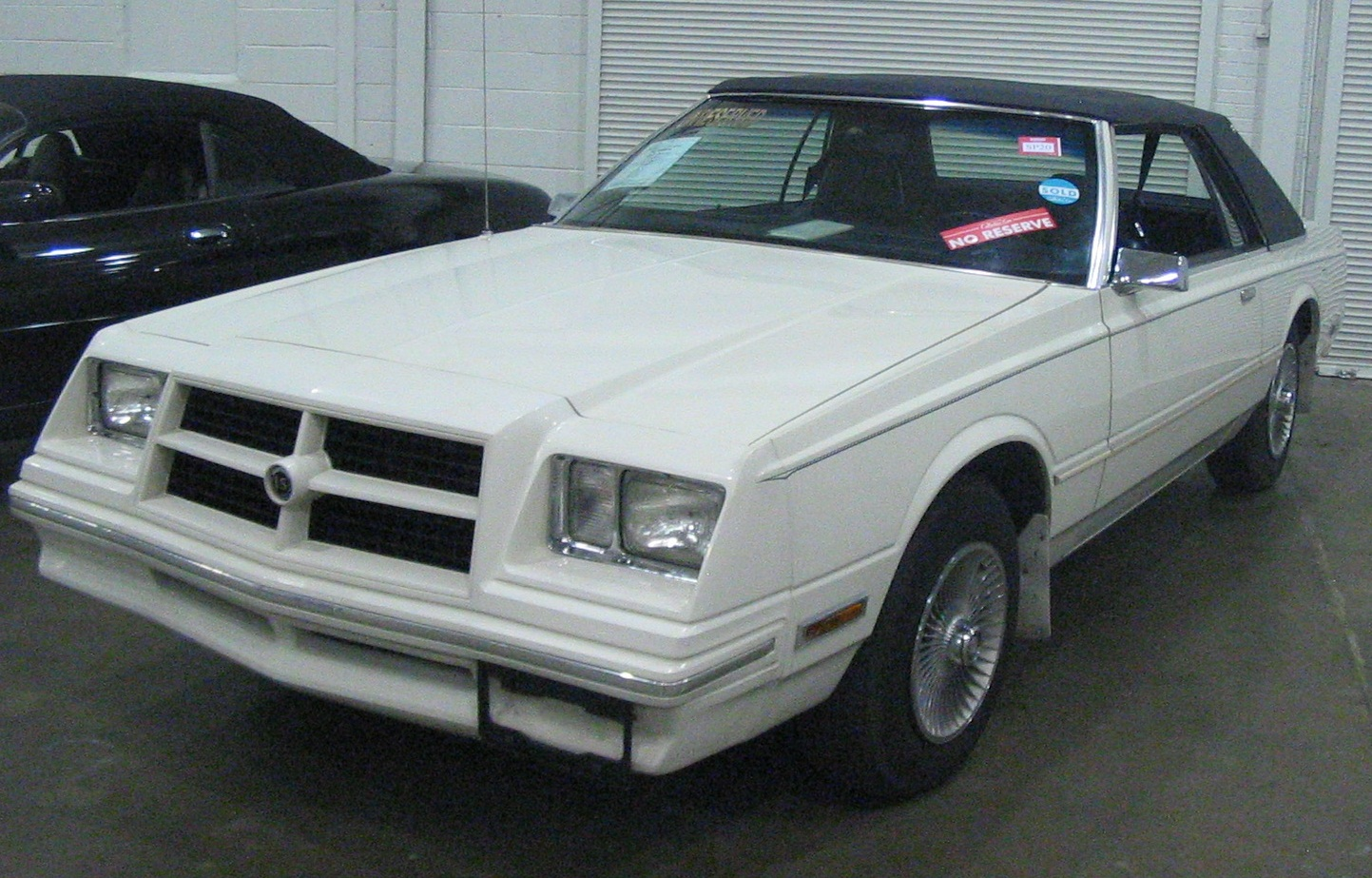
Chrysler Cordoba